# IJsberg Schaatspaleis

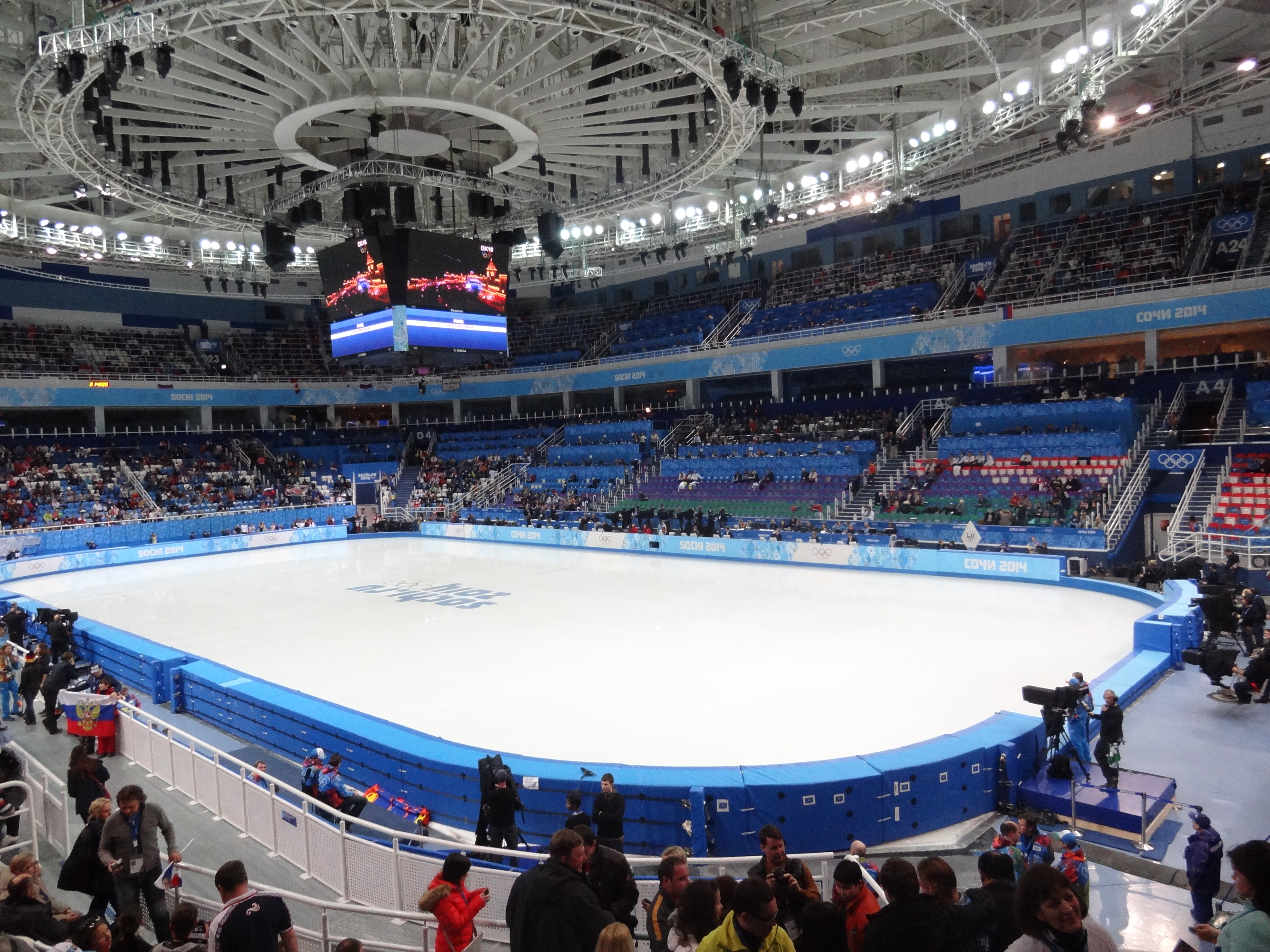
De hal tijdens de Olympische Winterspelen 2014

Het Iceberg Schaatspaleis (Russisch: Дворец Зимнего Спорта Айсберг, Dvoretsj Zimnego Sporta Ajsberg) is een van de accommodaties op de Olympische Winterspelen 2014. Het stadion ligt in het Olympisch Park in het Russische Sotsji. Tijdens de Olympische Winterspelen vinden de shorttrackwedstrijden en het kunstrijden plaats in het stadion.

## Bouw
De bouw van het stadion begon in 2009 en werd afgerond in 2012. De totale kosten waren 32 miljoen euro. Het duurt twee uur om de ijsbaan van dertig bij zestig meter om te zetten van shorttrack naar kunstrijden en andersom. Het stadion biedt plaats aan maximaal 12.000 toeschouwers.

## Wedstrijden
Al in oktober 2012 werd een lokale kunstschaatswedstrijd in het stadion georganiseerd, maar de Internationale Schaatsunie gaf aan dat het stadion nog niet klaar was voor de finale van de Grand Prix Kunstrijden 2012/13 later dat jaar. Tijdens de Grand Prix finale waren de schaatsers blij met het stadion, echter de toeschouwers klaagden dat er leuningen op de tribunes het uitzicht verstoorden.
Ook het Europees kampioenschap shorttrack wordt hier verreden. Het toernooi staat voor 22 tot en met 24 januari 2016.